# Jaskier okrągłolistny
Jaskier okrągłolistny (Ranunculus thora L.) – gatunek rośliny należący do rodziny jaskrowatych (Ranunculaceae). Występuje w górach południowej i środkowej Europy. W Polsce spotykany wyłącznie w Tatrach i jest tu dość rzadki.

## Morfologia

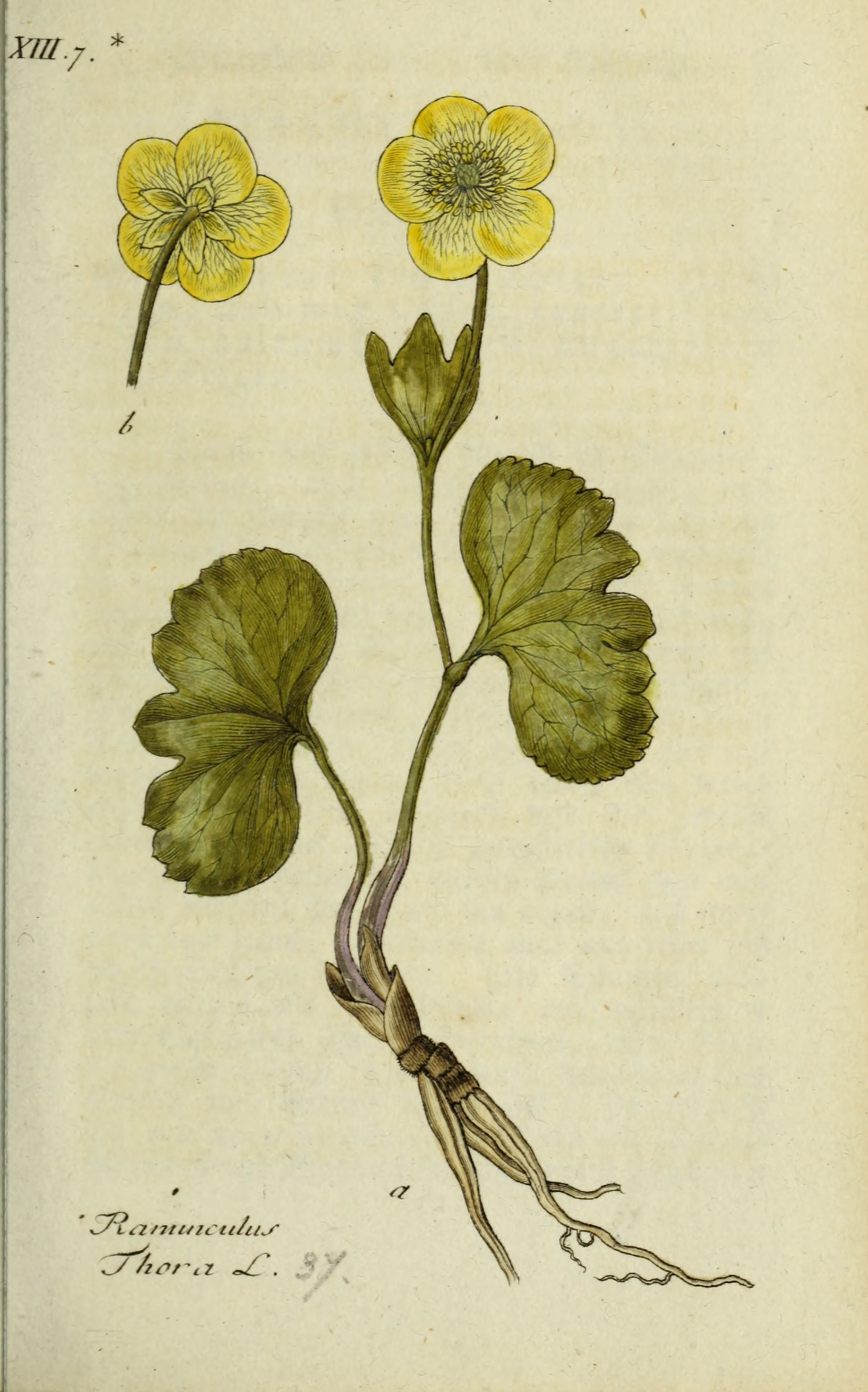
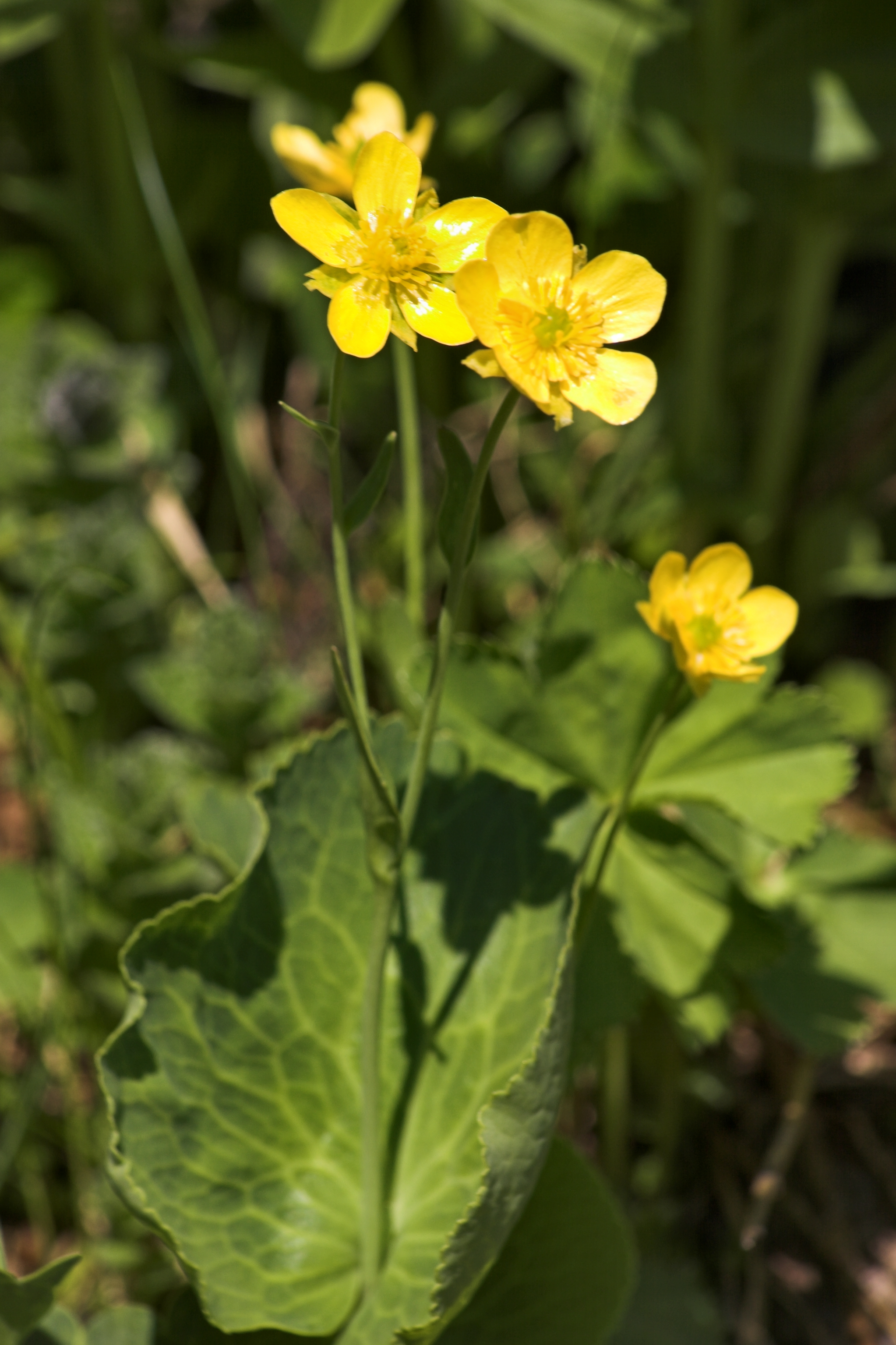
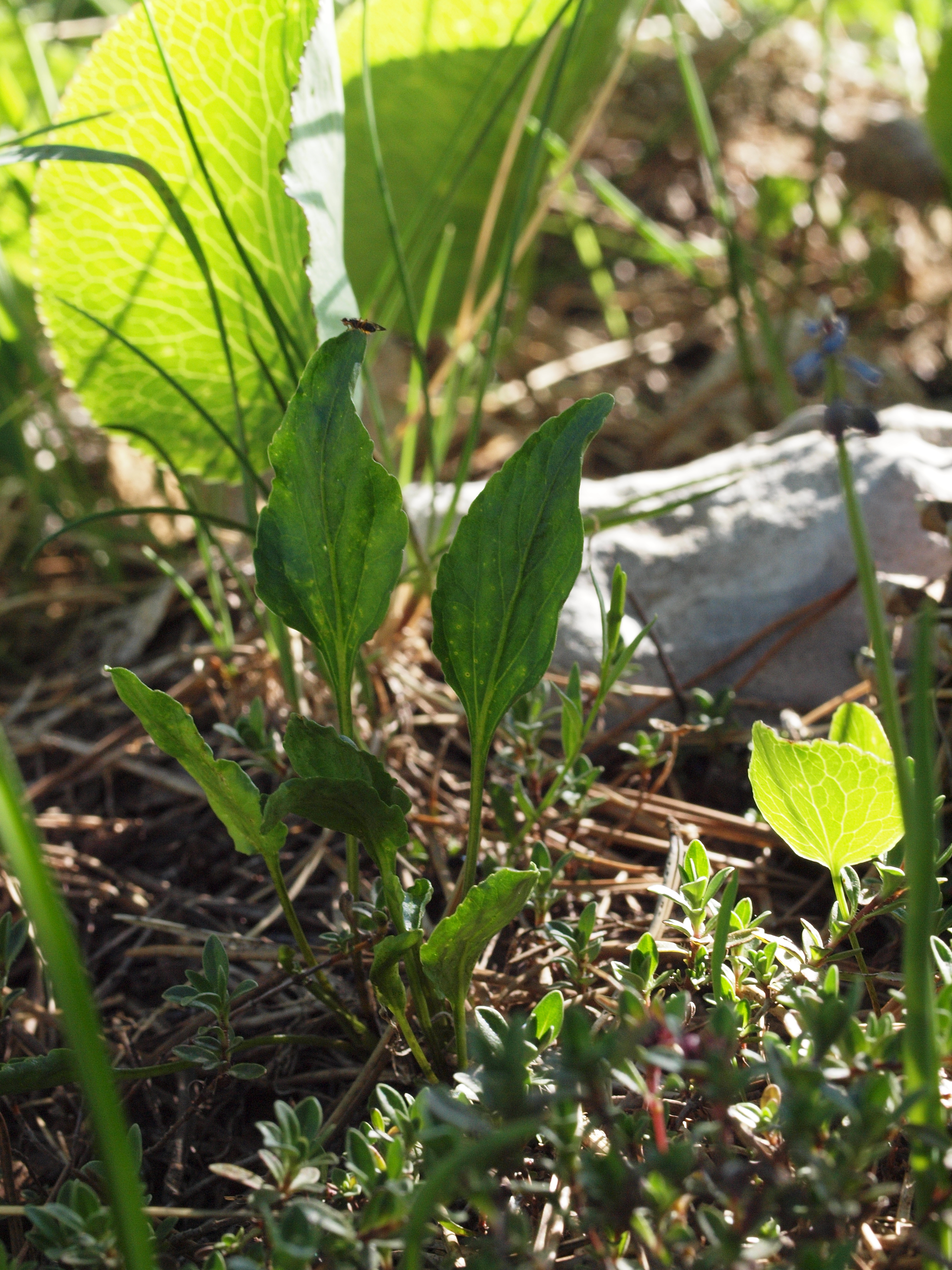

Jest łatwy do odróżnienia od innych gatunków jaskrów ze względu na odmienne liście i pokrój.
ŁodygaWzniesiona, nierozgałęziona, naga, o wysokości 10–25 cm.
KorzenieCzęść korzeni jest zgrubiała, mająca postać pęku bulwek poniżej nasady łodygi.
LiścieMa pojedynczy liść odziomkowy i kilka liści łodygowych. Na połowie długości łodygi występuje pojedynczy, duży liść siedzący o półkolistym kształcie, gładkich lub karbowanych brzegach i wyraźnej nerwacji. Powyżej niego wyrastają jeszcze czasami znacznie mniejsze, klapowane lub lancetowate liście.
KwiatyNa jednej łodydze wyrastają zwykle 1-2 kwiaty o średnicy do 2 cm. Są one 5–7 płatkowe, żółtego koloru i ciemniejszą plamą w nasadzie. W środku kwiatu liczne pręciki i słupki.
OwocLiczne niełupki o długości 4-5 mm zaopatrzone w cienki i zagięty na szczycie dzióbek.

## Biologia i ekologia
RozwójBylina. Kwitnie od czerwca do lipca i jest owadopylna. Pierwszy liść odziomkowy ginie szybko, jeszcze przed kwitnieniem.
SiedliskoHale górskie, naskalne murawy, szczeliny skalne. Występuje głównie na wapiennym podłożu. W Tatrach głównym obszarem jego występowania jest piętro halne i piętro kosówki, dużo rzadziej spotkać go można w reglu dolnym i górnym.
Cechy fitochemiczneRoślina trująca.